# Eruguera terrestre
L'eruguera terrestre(Coracina maxima) és una espècie d'ocell de la família dels campefàgids (Campephagidae) que habita boscos i sabanes de la major part d'Austràlia.